# Soufyan Ahannach
Soufyan Ahannach (ur. 9 września 1995 w Amsterdamie) – marokański piłkarz występujący na pozycji pomocnika w Brighton & Hove Albion.